# Eduard Mall
Eduard Mall (* 27. August 1843 in St. Wendel; † 10. April 1892 in Heidelberg) war ein deutscher Romanist und Anglist.

## Leben und Werk
Mall war ein Sohn des St. Wendeler Kaufmanns Karl Mall und dessen Frau Maria geb. Hallauer. Nach dem Besuch des Progymnasiums in seiner Vaterstadt wechselte er an das Gymnasium zu Trier, wo er im Herbst 1862 das Abitur ablegte.
Mall nahm im April 1863 das Studium an der Friedrich-Wilhelms-Universität Bonn auf, wechselte nach drei Semestern an die gleichnamige Berliner Universität, wo er weitere fünf Semester studierte und daneben an den von Ludwig Herrig organisierten neuphilologischen Seminarübungen teilnahm. Er promovierte schließlich in Halle an der Saale mit einer Arbeit über Marie de France, eine anglonormannische Schriftstellerin des 12. Jahrhunderts, und habilitierte sich 1871 in Breslau mit einer Schrift über ein altenglisches Schauspiel zum Abstieg Christi in die Unterwelt und dem Probevortrag Das altfranzösische Volksepos und seine Bedeutung für die allgemeine Literaturgeschichte. 1873 wurde er außerordentlicher Professor für Romanistik und Anglistik in Münster, von 1874 bis 1890 hatte er die gleiche Doppelprofessur in Würzburg inne. Einen Ruf an die Universität Greifswald hatte Mall 1878 abgelehnt. Im Sommer 1888 wurde er wegen Krankheit beurlaubt und 1890 in den Ruhestand versetzt. Mall litt unter Verfolgungswahn, weswegen er in die Kreis-Irrenanstalt Klingenmünster aufgenommen wurde. Im September 1891 als gebessert entlassen, nahm das Leben Malls im Jahr darauf im Alter von 48 Jahren jedoch ein tragisches Ende.

## Werke
- De aetate rebusque Mariae Francicae nova quaestio instituitur. Diss. Halle 1867 (online bei: Münchener Digitalisierungszentrum (MDZ)).
- The Harrowing of Hell. Das altenglische Spiel von Christi Höllenfahrt. Maruschke & Berendt, Breslau 1871 (online bei: Google Books).[9]
- Li cumpoz Philipe de Thaün. Der Computus des Philipp von Thaun. Mit einer Einleitung über die Sprache des Autors. Trübner, Straßburg 1873 (online bei: Münchener Digitalisierungszentrum (MDZ)).
- Zur Geschichte der Legende vom Purgatorium des heiligen Patricius. In: Romanische Forschungen 6 (1891) S. 139–197 (online als PDF bei: DigiZeitschriften).
- Die Fabeln der Marie de France. Mit Benutzung des von Ed. Mall hinterlassenen Materials hrsg. von Karl Warnke (= Bibliotheca Normannica. Denkmäler normannischer Literatur und Sprache. Band VI). Niemeyer, Halle 1898 (online bei: Internet Archive).

## Ehrungen
- 1886: Ritterkreuz 1. Klasse des Verdienstordens vom Heiligen Michael.[10]